# ران كوهن
ران كوهن هو سياسي إسرائيلي، ولد في 20 يونيو 1937 في بغداد في العراق. نشط حزبياً في حزب ميرتس. وقد انتخب ممثل الجمعية البرلمانية لمجلس أوروبا ‏ لترشحه ضمن قائمة إسرائيل، (21 يناير 2008 – 27 أبريل 2009) وانتخب مراقب الجمعية البرلمانية لمجلس أوروبا ‏ لترشحه ضمن قائمة إسرائيل، (23 يناير 2006 – 23 يناير 2006) وانتخب عضو الكنيست ‏ (13 أغسطس 1984 – 24 فبراير 2009).